# Haemopidae
Haemopidae — родина п'явок ряду Безхоботні п'явки (Arhynchobdellida). Складається з 2 родів та 15 видів. Раніше до родини входив рід Linta, проте його у 2010 році віднесено до родини Salifidae.

## Опис
Загальна довжина представників цієї родини коливається від 3 до 17 см. Зовні схожі на представників роду Hirudo, проте трохи більші за них. Особливістю цих п'явок є відсутність дивертикулярних воло.

## Спосіб життя
Більшість тримається водойм з помірною глибиною, деякі види здатні пересуватися суходолом і водою. Ведуть хижацький спосіб життя, полюються на дрібних безхребетних, хробаків, молюсків.
Є гермофрадитами, відкладають яйця у конах на мілині.

## Розповсюдження
Зустрічаються в Північній Америці до Палеарктики, Європі, Південно-Східній та Східній Азії.

## Роди і види
- Haemopis
  - Haemopis caeca
  - Haemopis elegans
  - Haemopis grandis
  - Haemopis kingi
  - Haemopis lateromaculata
  - Haemopis marmorata
  - Haemopis sanguisuga
  - Haemopis terrestris
  - Haemopis caballeroi
  - Haemopis plumbea
  - Haemopis septagon
- Whitmania
  - Whitmania laevis
  - Whitmania pigra
  - Whitmania edentula
  - Whitmania acranulata